# 하트 (밴드)
하트(Heart)는 미국의 록 밴드이다. 1967년 미국 샌프란시스코에서 디 아미(The Army)라는 이름으로 결성되었다. 2년 뒤 밴드 이름을 호커스 포커스(Hocus Pocus)로 바꾼 뒤 그 후 1년 뒤 화이트 하트(White Heart)로 개명했고 궁극적으로 1973년 하트(Heart)라는 이름으로 변경되었다.
하트는 하드 록과 헤비 메탈, 그리고 포크 음악의 영향을 받은 음악으로 유명세를 떨쳤다.

## 음반 목록

### 정규
- 《Dreamboat Annie》 (1975)
- 《Magazine》  (1977)
- 《Little Queen》 (1977)
- 《Dog and Butterfly》 (1978)
- 《Bébé le Strange》 (1980)
- 《Private Audition》 (1982)
- 《Passionworks》 (1983)
- 《Heart》 (1985)
- 《Bad Animals》 (1987)
- 《Brigade》 (1990)
- 《Desire Walks On》 (1993)
- 《Heart Presents a Lovemongers' Christmas》 (2001)
- 《Jupiters Darling》 (2004)
- 《Red Velvet Car》 (2010)
- 《Fanatic》 (2012)
- 《Beautiful Broken》 (2016)